# Esquina (Corrientes)
Esquina è una cittadina della provincia argentina di Corrientes capoluogo del dipartimento omonimo.

## Geografia
Esquina è situata presso la confluenza del Corriente nel Paraná, nell'sud ovest della provincia correntina. La città è situata a 329 km a sud dal capoluogo provinciale.

## Storia
Nel 1782 fu aperta una stazione di posta nei terreni di Don Benito Lamela. Costui nel 1799 poi fece erigere nei pressi della sponda del Corriente una cappella dedicata a Santa Rita da Cascia. La città fu fondata come Santa Rita de la Esquina del Río Corriente.
Nel 1839, dopo la battaglia di Pago Largo, l'insediamento fu attaccato e distrutto. Per ordine delle autorità provinciali il villaggio fu evacuato. Tra le sue rovine trovarono rifugio nell'agosto 1842 Giuseppe Garibaldi e i suoi uomini dopo la sconfitta di Costa Brava ad opera della flotta argentina di Guillermo Brown.
Nel 1846 Esquina fu rifondata nella posizione attuale.

## Cultura

### Istruzione

#### Musei
- Museo della Città Escribano Armando Martínez Rolón

## Infrastrutture e trasporti
Esquina è attraversata dalla strada nazionale 12, una delle due principali arterie di comunicazione tra la Mesopotamia argentina e la provincia di Buenos Aires.